# Winnie van Weerdenburg
Winnie van Weerdenburg (n. 1 octombrie 1946, Haga, Olanda de Sud, Țările de Jos – d. 27 octombrie 1998, Haga, Olanda de Sud, Țările de Jos) a fost o înotătoare ce a reprezentat Regatul Țărilor de Jos, medaliată olimpică. A participat la 1 ediție a Jocurilor Olimpice (1964) în care a câștigat 1 medalie de bronz.

## Participări
Lista de mai jos prezintă principalele competiții la care a participat Winnie van Weerdenburg de-a lungul carierei.
- swimming at the 1964 Summer Olympics – women's 4 × 100 metre freestyle relay[*]